# Chapecó
Chapecó város Brazíliában, Santa Catarina államban. Lakosainak száma 224 013 fő (2020. július 1.). Chapecó Paial, Cordilheira Alta, Arvoredo, Coronel Freitas, Erval Grande, Guatambu, Nonoai, Nova Itaberaba, Planalto Alegre, Seara és Xaxim községekkel határos.

## Népesség
A település népességének változása:
| Lakosok száma | 146 967 | 183 530 | 224 013 | 227 587 | 254 785 |
|               | 2000    | 2010    | 2020    | 2021    | 2022    |